# Grigore Cerchez
Grigore Cerchez (sau Cherchez, Cerkez) (n. 5 octombrie 1850, Oșești, România – d. 14 mai 1927, București, România) a fost un inginer civil, profesor și arhitect român. A fost primar interimar al Bucureștiului în perioada aprilie - mai 1886 și 1 august 1886 - 21 noiembrie 1886.
A fost unul dintre adepții și susținătorii curentului istorist, de inspirare din trecut, concretizat în special în clădiri de factură neobrâncovenească, dar și neogotică în arhitectură. A urmat cursurile de la École Centrale des Arts et Manufactures de la Paris iar în perioada 1876-1879 a ocupat la București funcția de inginer șef al orașului. 

## Biografie
Grigore Cerchez a fost unul dintre cei nouă copii ai familiei Cerchez, avându-i părinți pe maiorul Pandele Cerchez și pe Elisa Lahovary.  În anul 1860 tatăl moare, iar mama se mută în București împreună cu copiii.
Grigore și-a început studiile în România și apoi le-a continuat la Paris urmând cursuri liceale în perioada 1866 - 1870, apoi, în perioada 1870- 1873,  École Centrale des Arts et Manufactures, obținând diploma de inginer constructor. A fost inițiat în arhitectură de Ion Mincu, fiind unul dintre adepții și susținătorii curentului de afirmare a specificului național românesc în arhitectură. 
În afara lucrărilor arhitecturale care au rezistat în timp, Grigore Cerchez a contribuit consistent la dezvoltarea domeniului construcțiilor civile și de geniu fiind profesor de geodezie, tehnologie și construcție la Școala de poduri și șosele (1880-1920), Membru al Societății Politehnice (1881), membru în Comisia Tehnică Consultativă a Ateneului (1886 - 1888), membru în Consiliul de administrație al CFR și Societății Române de Construcții și Lucrări Publice (1889), membru al Societății Arhitecților Români (1891), profesor la Școala Superioară de Arhitectură (1897), membru în Comisia Monumentelor Istorice (1900, 1913 - 1927), președintele Societății Arhitecților Români (1913 - 1918).

## Operă

### Opere importante

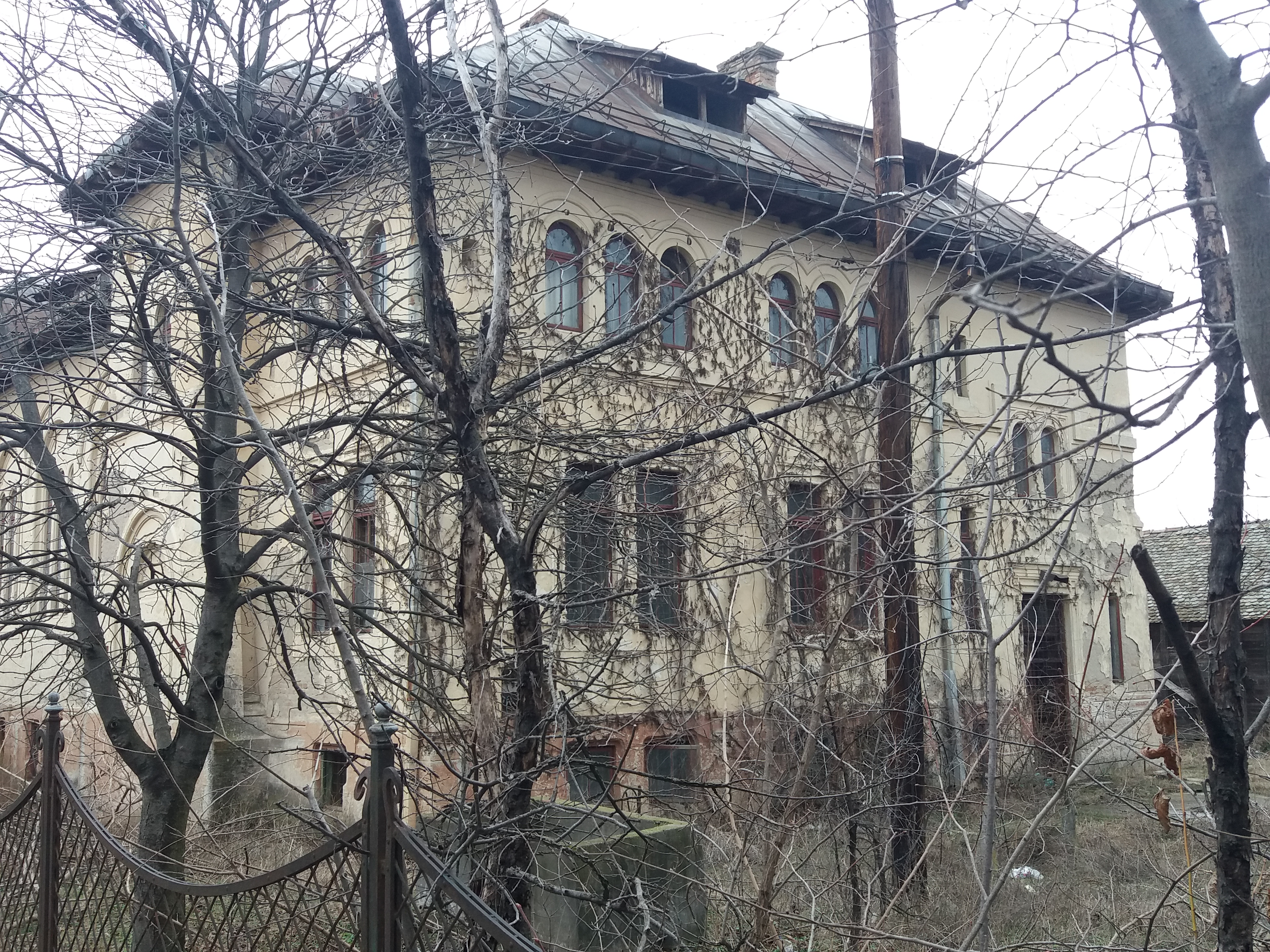
Clădirea Poștei din Calafat a fost proiectată de arhitect Grigore Cerchez

- O aripă a Palatului Cotroceni (Marele Salon de Recepție, reamenajat între 1925 - 1926)
- Muzeul Național de Istorie Naturală ”Grigore Antipa” (1904 - 1908)[5]
- Banca Națională a României, Filiala Brăila (1886)
- Palatul Institutului de Arhitectură „Ion Mincu”, București (1912-1927)
- A participat la proiectarea palatului Academiei de Studii Economice
- Sediul Uniunii Artiștilor Plastici (în stil neogotic). Clădirea nu mai există fiind dărâmată după cutremurul din 1977 care o afectase parțial.
- Sinagoga Cahal Grande (1890). Clădirea a fost devastată în timpul pogromului din 1941 și demolată în 1955.
- Modernizarea și canalizarea Dâmboviței (1880)
- Castelul Cantacuzino din Bușteni (1911)
- Casa Manu de pe Aleea Alexandru (1915)
- Casa Dissescu de pe Calea Victoriei (1910-1912)
- Fațada Muzeului Național de Istorie Naturală „Grigore Antipa”  (1904-1908)
- Teatrul Mihai Eminescu
- Vila numismatului Mihail C. Suțu din Constanța
- Clădirea Poștei din Calafat
- Conacul Romanov din Pleșoiu
- A realizat Planul de sistematizare a Bucureștiului după realizarea canalizării râului Dâmbovița[4]

### Alte lucrări din București
- Teatrul Comedia de pe Calea Victoriei, actualmente Teatrul Odeon  (1911)
- Casa Dr. Herescu - B-dul Dacia (1911-1913)
- Casa Niculescu - Dorobanțu - Str. G. Manu (este vorba despre casa care există și astăzi, casa lui Ilie Niculescu - Dorobanțu, soțul Tatianei Brătianu, fata lui Ionel I.C. Brătianu)
- Casa Constantin Niculescu - Dorobanțu / (casa construită pentru fratele lui Ilie Niculescu-Dorobanțu se află tot pe Str. G. Manu chiar la intersecție cu B-dul Lascăr Catargiu, dar în prezent nu mai există fiind bombardată în 1944)
- Casa Candiano-Popescu / Palatul Voievodal al Regelui Mihai - Șoseaua Kiseleff (sediul Băncii ING) (1910)
- Casa Lahovary - Str Orlando - casa a fost proiectată pentru Emil Lahovary și soția sa Elena Niculescu Dorobanțu (1906-1919)
- Biserica Bucur - efectuează lucrări de restaurare în 1909
- Biserica cu Sibile - biserica ajunsese o ruină în 1912, iar arhitectul realizează planurile de refacere ale bisericii în 1913
- Cladirea de pe strada Ivo Andric nr. 10 (fosta Potcovari) autorizatia din 8 septembrie 1921